# Emma Cortez
Emma Cortez, född 1829, död 1890, var en dansk skådespelare och teaterdirektör.
Född av judiska föräldrar, men blev tidigt föräldralös. Hon blev fosterdotter till en grosshandlare Rothenborg. Senare blev hon elev till Johanne Luise Heiberg 1831. Hon debuterade på Det Kongelige Teater i Köpenhamn 1845. Debuten blev inte lyckad och media undrade om hon favoriserades för att hon var jude. Hon anställdes då inom resande teatersällskap.    
Emma Cortez beskrivs som uttrycksfull och med en vacker röst. Hon turnerade 1853-70 i Norge och Danmark. Hon drev 1866-70 teatern i Bergen med maken, där de var bland de första att uppföra Henrik Ibsen. Efter 1870 uppträdde de återigen i Danmark; i fortsättningen var hon dock främst instruktör.     
Hon var en av dem som omtalades som 'Provinsens Fru Heiberg', ett smeknamn som användes om de mest framträdande danska skådespelerskorna utanför huvudstaden: de övriga var Luise Adeline Werligh, Nicoline Sichlau-Bloch och Petrine Orlamundt.
Hon var gift med kollegan Frederik Sørensen och teaterdirektören Thomas Cortez.  